# Eptatretus
Eptatretus is een geslacht van kaakloze vissen dat behoort tot de familie van de slijmprikken (Myxinidae).

## Soorten
Het geslacht telt volgende soorten:
- Eptatretus aceroi Polanco Fernandez & Fernholm, 2014
- Eptatretus alastairi Mincarone & Fernholm, 2010
- Eptatretus albiderma Song & Kim, 2020
- Eptatretus ancon Mok, Saavedra-Diaz and Acero P., 2001
- Eptatretus astrolabium Fernholm & Mincarone, 2010
- Eptatretus atami (Dean, 1904)
- Eptatretus bischoffii (Schneider, 1880)
- Eptatretus bobwisneri Fernholm, Norén, Kullander, Quattrini, Zintzen, Roberts, Mok & Kuo, 2013
- Eptatretus burgeri (Girard, 1855)
- Eptatretus caribbeaus Fernholm, 1982
- Eptatretus carlhubbsi (McMillan and Wisner, 1984)
- Eptatretus cheni (Shen & Tao, 1975)
- Eptatretus chinensis Kuo and Mok, 1994
- Eptatretus cirrhatus (Forster, 1801)
- Eptatretus cryptus Roberts & Stewart, 2015
- Eptatretus deani (Evermann & Goldsborough, 1907)
- Eptatretus fernholmi McMillan & Wisner, 2004
- Eptatretus fritzi Wisner & McMillan, 1990
- Eptatretus goliath Mincarone & Stewart, 2006
- Eptatretus gomoni Mincarone & Fernholm, 2010
- Eptatretus goslinei Mincarone, Plachetzki, McCord, Winegard, Fernholm, Gonzalez & Fudge, 2021
- Eptatretus grouseri McMillan, 1999
- Eptatretus hexatrema (Müller, 1836)
- Eptatretus indrambaryai Wongratana, 1983
- Eptatretus laurahubbsae McMillan and Wisner, 1984
- Eptatretus longipinnis Strahan, 1975
- Eptatretus luzonicus Fernholm, Norén, Kullander, Quattrini, Zintzen, Roberts, Mok & Kuo, 2013
- Eptatretus mcconnaugheyi Wisner & McMillan, 1990
- Eptatretus mccoskeri McMillan, 1999
- Eptatretus mendozai Hensley, 1985
- Eptatretus menezesi Mincarone, 2000
- Eptatretus minor Fernholm and Hubbs, 1981
- Eptatretus moki (McMillan & Wisner, 2004)
- Eptatretus multidens Fernholm and Hubbs, 1981
- Eptatretus nanii Wisner and McMillan, 1988
- Eptatretus nelsoni (Kuo, Huang and Mok, 1994)
- Eptatretus octatrema (Barnard, 1923)
- Eptatretus okinoseanus (Dean, 1904)
- Eptatretus poicilus Zintzen & Roberts, 2015
- Eptatretus polytrema (Girard, 1855)
- Eptatretus profundus (Barnard, 1923)
- Eptatretus sheni (Kuo, Huang & Mok, 1994)
- Eptatretus sinus Wisner & McMillan, 1990
- Eptatretus springeri (Bigelow & Schroeder, 1952)
- Eptatretus stoutii (Lockington, 1878)
- Eptatretus strahani McMillan and Wisner, 1984
- Eptatretus strickrotti Møller & Jones, 2007
- Eptatretus taiwanae (Shen and Tao, 1975)
- Eptatretus walkeri (McMillan & Wisner, 2004)
- Eptatretus wandoensis Song & Kim, 2020
- Eptatretus wayuu Mok, Saavedra-Díaz & Acero P., 2001
- Eptatretus wisneri McMillan, 1999
- Eptatretus yangi (Teng, 1958)